# Stylops yamatonis
Stylops yamatonis  (лат.) — вид веерокрылых насекомых рода Stylops из семейства Stylopidae. Япония (Хонсю, Кюсю).
Общая длина самок около 4,3 мм. Длина цефалоторакса от 0,95 до 1,00 мм, максимальная ширина от 0,93 до 1,08 мм; интермандибулярное расстояние 0,15 мм. Характеризуется трапециевидной формой цефалоторакса с округлой вершиной; боковые края почти прямые.
Паразиты пчёл вида Andrena (Simandrena) yamato (Andrena, Andrenidae). Близок к виду Stylops borealis.
Вид был впервые описан в 1985 году японскими энтомологами Тэйдзи Кифунэ (Kifune Teiji; Department of Parasitology, School of Medicine, Университет Фукуоки, Фукуока) и Ёсихиро Хирасимой (Yoshihiro Hirashima; Entomological Laboratory, Faculty of Agriculture, Университет Кюсю, Фукуока, Япония) и именован по видовому названию пчелы-хозяина.